# Торнтон (Илиноис)
Торнтон (енгл. Thornton) град је у америчкој савезној држави Илиноис.

## Демографија
По попису из 2010. године број становника је 2.338, што је 244 (-9,5%) становника мање него 2000. године.
| Група             | 2000.         | 2010.         |
| Белци             | 2.425 (93,9%) | 1.841 (78,7%) |
| Афроамериканци    | 21 (0,8%)     | 225 (9,6%)    |
| Азијати           | 6 (0,2%)      | 16 (0,7%)     |
| Хиспаноамериканци | 107 (4,1%)    | 205 (8,8%)    |
| Укупно            | 2.582         | 2.338         |